# 14942 Stevebaker
14942 Stevebaker este un asteroid din centura principală de asteroizi.

## Descriere
14942 Stevebaker este un asteroid din centura principală de asteroizi. A fost descoperit pe 21 iunie 1995 la observatorul AMOS din Haleakala. Asteroidul prezintă o orbită caracterizată de o semiaxă mare de 3,18 ua, o excentricitate de 0,09 și o înclinație de 15,8° în raport cu ecliptica.